# Javierre de Guaso
Javierre de Guaso (arag. Chabierre de Guaso) – opuszczona miejscowość w Hiszpanii, w Aragonii, w prowincji Huesca, w comarce Sobrarbe, w gminie Aínsa-Sobrarbe.
Według danych INE z 2005 roku miejscowości nie zamieszkiwała żadna osoba. Wysokość bezwzględna miejscowości jest równa 752 metry. Kod pocztowy do miejscowości to 22330.